# Gromada Brzozowice-Kamień
Gromada Brzozowice-Kamień war 1954 eine Verwaltungseinheit in der Volksrepublik Polen. Verwaltet wurde die Gromada vom Gromadzka Rada Narodowa, dessen Sitz sich in Brzozowice-Kamień (heute Teil von Piekary Śląskie) befand.

Die Gromada Brzozowice-Kamień gehörte zum Powiat Tarnogórski in der Woiwodschaft Katowice (bis 1956 Stalinogród) und bestand aus den ehemaligen Gromada Brzozowice-Kamień mit Ausnahme der Siedlung Dołki der aufgelösten Gmina Brzozowice-Kamień.
Am 14. November 1954 wurde die Gromada Brzozowice-Kamień aufgelöst und bekam den Status einer Osiedle, es wurden 27 Mitglieder für den Osiedlowej Rady Narodowej ernannt. Am 18. Juli 1962 wurden Brzozowice-Kamień die Stadtrechte verliehen. Am 1. Januar 1973 wurde Brzozowice-Kamień Teil der Stadt Brzeziny Śląskie, zum 27. Mai 1975 wurde diese Teil von Piekary Śląskie.